# 贝尔·格里尔斯
愛德華·迈克尔·吉羅斯，OBE（英語：Edward Michael Grylls，1974年6月7日—），昵称贝尔、贝爷（華人网友以此称呼），英国探险家、作家和电视主持人，因拍摄求生系列节目《荒野求生秘技》闻名。毕业于英国伦敦大学伯贝克学院（Birkbeck, University of London）。1994到1997年间，為英國第21特種空勤團成员。学习了徒手搏击、沙漠寒地等环境的作战生存技能，曾去过两次北非。1996年底曾在非洲南部一次自由跳伞时背部受伤。23岁登上珠穆朗玛峰，成为英国登上该峰最年轻的人。2009年7月，以35岁的年龄成为了迄今最年轻的英國童軍總會总领袖。

## 生平
贝尔生于北爱尔兰的多納哈迪，4岁时家人移居英国南端怀特岛郡的本布里奇。他父亲是保守党政治家密高·格里尔斯爵士，母亲莎拉·格里尔斯（Lady Sarah Grylls）也出生于政治世家。贝尔有一个姐姐Lara Fawcett，她后来成为一名网球教练，“Bear”这个称号就是姐姐Lara在贝尔一週大的时候為他取的。
格里尔斯从小就喜爱与父亲一起登山、航海，并学会了跳伞和搏击项目。他会说英语、西班牙语和法语，作为一名基督徒，他认为信仰是他生命中的重要支柱。
2000年，他与 Shara Cannings Knight 结婚，两人育有三个儿子：Jesse、Marmaduke和 Huckleberry。
格里尔斯於2019年壽辰授勳頒獎典禮上獲頒大英帝國勳章。

## 家庭成員
- 父親：邁克爾·格里爾斯（Michael Grylls），是英國保守黨政員
- 母親：薩拉·福特（Sarah Ford）
- 外祖父：內維爾·蒙塔古·福特（Neville Montague Ford）
- 太太：莎拉（Sarah）
- 兒子：傑西（Jesse）、馬默杜克（Marmaduke）、哈克貝利（Huckleberry）

## 电视节目

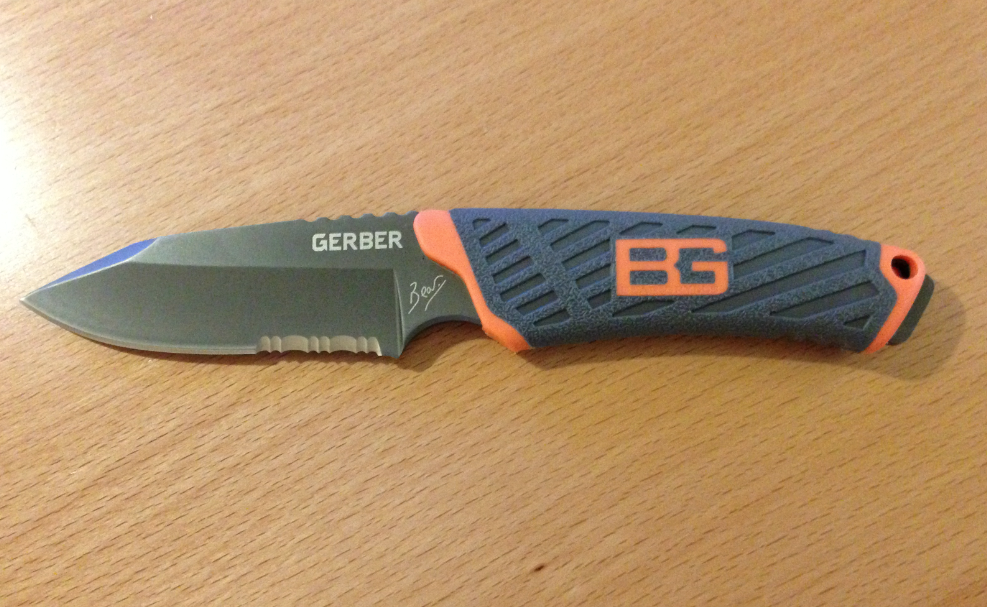
BG牌小刀

- 《荒野求生秘技》（Man vs. Wild）[15][16]：2006年－2012年，探索频道（Discovery Channel）的节目，共7季。
- 《脫險求生秘技》（Worst-Case Scenario）[17]：2010年，探索频道的节目，共1季。
- 《贝尔的求生教室》（Bear Grylls Wild Weekends）[18]：2011年，共1季。
- 《贝尔的逃生密码》（Bear Grylls: Extreme Survival Caught on Camera）[19]：2014年，共1季。
- 《荒野求生全明星》（Running Wild with Bear Grylls）[20][21]：2014年－至今，2021年首播第6季。
- 《贝爾绝世大冒险》（Britain's Biggest Adventures with Bear Grylls）[22]：2015年，共1季。
- 《贝爾求生任務》（Bear Grylls: Mission Survive）[23][24]：2015年－2016年，共2季。
- 《跟著貝爾去冒險》（Survivor Games With Bear Grylls）[25][26]：2015年－2016年，由雲集將來、紀實頻道及探索頻道所制作的节目，共1季。
- 《越野千里》（Absolute Wild China with Bear Grylls）[27]：2017年，由云集将来、上海东方明珠、Discovery 联合出品的節目，共1季。
- 《極地星球》（Hostile Planet）[28][29]：2019年，國家地理頻道（National Geographic）的節目，共1季。
- 《貝爾對戰荒野》（You vs. Wild）[30][31]：2019年，網飛 （Netflix）的節目，為互動式的實境節目，共1季。
- 《貝爾對戰荒野：停電危機》（Animals on the Loose: A You vs. Wild Movie）[32]：2021年，網飛 （Netflix）的節目，為互動式的實境電影，共1集。
- 《貝爾對戰荒野：失憶危機》（You vs. Wild: Out Cold）[33]：2021年，網飛 （Netflix）的節目，為互動式的實境電影，共1集。

## 书籍
- 《荒野求生秘技》（Man vs. Wild）：這本書描述了許多野外求生時林林總總的技巧，是貝爾迄今為止撰寫的唯一自傳，也是國內不可多得的冒險家傳記。它追溯了貝爾家族的信仰體系，並回憶了貝爾從童年到成名後的一系列成長故事及心路歷程。貝爾對冒險源自生命本能衝動的渴望，以及以探險為終身事業的精神，昭示出貝爾強大的生命感染力，給人震撼心靈的啟示。
- 《本能》是一本世界級成功學心理學著作，由探索頻道《荒野求生》主持人貝爾·格里爾斯所著。貝爾認為：本能是人本來就有的能力，是人突破瓶頸、改變命運，實現成功的決定性力量，它往往不為人知，通常只能在危急的情況下才能被激發出來。但是如果一個人通過適當的訓練，掌握住一些關鍵性原則如不斷地進行視覺化演練，本能就可以隨時隨地都被激發出來。人體本能激發10%，人生成功率激增300%。
- 《Facing Up》：这本书记录了贝尔在攀登珠穆朗玛峰时的非凡经历。
- 《Facing the Frozen Ocean：One Man's Dream to Lead a Team Across the Treacherous North Atlantic》：本書是貝爾花了三個月成功橫渡北大西洋的真實紀錄。